# Steatoda saltensis
Steatoda saltensis är en spindelart som beskrevs av Claude Lévi 1957. Steatoda saltensis ingår i släktet vaxspindlar, och familjen klotspindlar. Inga underarter finns listade i Catalogue of Life.